# لي كراسنر
لينور «لي» كراسنر (بالإنجليزية: Lee Krasner)‏ (27 أكتوبر 1908 - 19 يونيو 1984) رسامة تعبيرية تجريدية أمريكية، مع تخصص قوي في الكلية، وكانت متزوجة من جاكسون بولوك. غطى زواجها من الرسام الشهير إلى حد ما على مساهمتها الفنية في ذلك الوقت، على الرغم من وجود الكثير من التلاقح بين أسلوبَيهما. كان تدريب كراسنر المتأثر بجورج بريدجمان وهانس هوفمان، أكثر رسمية، وخاصة في تصوير التشريح البشري، وهذا ما أغنى إنتاجات «بولوك» التي كانت غير منظمة وأكثر فطرية.
يُنظر الآن إلى كراسنر كشخصية انتقالية أساسية في الفن التجريدي، والتي ربطت فن أوائل القرن العشرين بالأفكار الجديدة لفترة ما بعد الحرب في أمريكا، وتحقق أعمالها أسعارًا مرتفعة في المزادات العلنية. هي واحدة من الفنانات القلائل اللواتي حظين بعرض استعادي (يتناول أعمالها السابقة) في متحف الفن الحديث.

## بداية حياتها
وُلدت كراسنر باسم لينا كراسنر (وخارج العائلة كانت تُعرف باسم لينور كراسنر) في 27 أكتوبر 1908 في بروكلين، نيويورك. كانت كراسنر ابنة تشاين (واسم عائلتها قبل الزواج هو ويس) وجوزيف كراسنر. كان والداها مهاجرَين من اليهود الروس، من شبيكيف، وهي مجتمع يهودي موجود فيما يُعرف الآن بأوكرانيا. هاجر والداها إلى الولايات المتحدة هربًا من معاداة السامية والحرب الروسية اليابانية. غيرت والدتها «تشاين» اسمها إلى «آنا» بمجرد وصولها إلى أمريكا. كانت لي الرابعة من بين خمسة أطفال، من ضمنهم شقيقتها «روث»، والوحيدة التي وُلدت في الولايات المتحدة.

## التعليم
منذ سن مبكرة، عرفت كراسنر أنها تريد متابعة الفن كمهنة. بدأت حياة كراسنر كفنانة عندما كانت مراهقة. وسعت تحديدًا للالتحاق بمدرسة واشنطن إيرفينغ الثانوية للبنات لأنها كانت تضم اختصاصًا في الفن. بعد تخرجها من المدرسة الثانوية، التحقت بمدرسة الفنون النسائية في كلية اتحاد كوبر بناء على منحة دراسية. أكملت هناك الدورة التدريبية المطلوبة للحصول على شهادة تدريس في الفن. تابعت كراسنر المزيد من التعليم الفني في الأكاديمية الوطنية للتصميم ذائعة الصيت، وأكملت فصولها الدراسية هناك في عام 1932.
بحلول عام 1928، التحقت في الأكاديمية الوطنية للتصميم. من خلال الالتحاق بمدرسة فنية تقنية، تمكنت كراسنر من الحصول على تعليم فني شامل وواسع النطاق كما يتضح من خلال معرفتها بتقنيات أسياد الفن القدماء. كما أصبحت ماهرة للغاية في تصوير الشخصيات بشكل صحيح تشريحيًا. هناك عدد قليل نسبيًا من الأعمال التي نجت خلال هذه الفترة الزمنية إلى جانب بعض اللوحات الذاتية ولوحات الطبيعة الصامتة بما أن معظم أعمالها قد فُقدت في حريق. واحدة من الصور التي ما تزال موجودة من تلك الفترة الزمنية هي «صورة ذاتية» والتي رُسمت في عام 1930. قدمت كراسنر هذه اللوحة إلى الأكاديمية الوطنية من أجل التسجيل في صف معين، لكن الحكام لم يستطيعوا تصديق أن الفنانة الشابة قد أنتجت صورة ذاتية في الهواء الطلق. في تلك اللوحة، تصور نفسها بتعبير متحدٍ ومحاطةً بالطبيعة. التحقت أيضًا لفترة وجيزة في رابطة طلاب الفن في نيويورك في عام 1928. حضرت هناك صفًا لـ«جورج بريدجمان» الذي أكد على الشكل البشري. تأثرت كراسنر إلى حد كبير بافتتاح متحف الفن الحديث في عام 1929. وتأثرت بشدة أيضًا بحركة ما بعد الانطباعية، وأصبحت تنتقد المفاهيم الأكاديمية للأسلوب التي تعلمتها في الأكاديمية الوطنية.
في الثلاثينيات، بدأت دراسة الفن الحديث من خلال تعلم مكونات القوام، والتقنية، والنظرية. أدى هذا التحقيق الأولي في الفن الحديث إلى تشكيل عملها طوال ما تبقى من حياتها المهنية. بدأت في أخذ دروس من هانز هوفمان في عام 1937، ما حدّث من مقاربتها للّوحات العارية ولوحات الطبيعة الصامتة. أكّد هوفمان من خلال دروسه على الطبيعة ثنائية الأبعاد لمستوي الصورة واستخدام الألوان لخلق وهم مكاني لم يكن يمثل الواقع الحقيقي. خلال فصولها الدراسية مع هوفمان، عملت كراسنر بأسلوب متطور من التكعيبية، والمعروف أيضًا باسم التكعيبية الجديدة. خلال الصف الدراسي، كان وضع الإنسان العاري أو الحياة الساكنة هو النموذج الذي سيتعين على كراسنر والطلاب الآخرين العمل انطلاقًا منه. كانت كراسنر تنشئ عادة رسومات فحم للنماذج البشرية ودراسات لونية زيتية على الورق لأوضاع الحياة الساكنة. وكانت عادةً ما تصوّر الإناث العاريات بطريقة تكعيبية مع شدة تحققها من خلال تجزئة الأشكال وتضارب الألوان الفاتحة والداكنة. أوضحت لوحات الحياة الساكنة اهتمامها «بالحركة الحوشية» بما أنها كانت تعلق صبغات ذات ألوان زاهية على خلفيات بيضاء.
قالت كراسنر عن هانز هوفمان: «كان سلبيًا للغاية، ولكن في أحد الأيام وقف أمام حامل لوحاتي وأعطاني أول ثناء منه كفنانة، إذ قال: «هذه جيدة جدًا، لن يعتقد أحدهم أبدًا أن امرأةً هي من رسمتها». كما تلقت المديح من بيت موندريان الذي قال لها ذات مرة «لديك إيقاع داخلي قوي للغاية؛ يجب ألا تفقديه أبدًا».
في النهاية أصبح من الصعب للغاية على كراسنر دعم نفسها كنادلة بسبب حدوث الكساد العظيم. من أجل إعالة نفسها، انضمت إلى مشروع الفن الفيدرالي التابع لإدارة تقدم الأعمال في عام 1935. عملت في قسم اللوحات الجدارية كمساعدة لماكس سبيفاك. كان عملها يقتضي تكبير تصاميم الفنانين الآخرين لتصبح لوحات جدارية عامة كبيرة الحجم. وبما أن اللوحات الجدارية قد ابتُكرت لتكون سهلة الفهم والتقدير من قبل عامة الشعب، كان الفن التجريدي الذي تنتجه كراسنر غير مرغوب به لتلك الجداريات. ورغم أن كراسنر كانت سعيدة بالحصول على وظيفة، فقد كانت غير راضية لأنها لم تحب العمل بالصور التشخيصية التي أنشأها فنانون آخرون. خلال أواخر ثلاثينيات القرن العشرين وأوائل الأربعينيات، قدمت رسومات باستخدام ألوان الغواش على أمل أن ترسم يومًا ما لوحة جدارية تجريدية. بمجرد أن حصلت على الموافقة على أحد مقترحاتها للوحة جدارية لمحطة راديو «دبليو واي إن سي»، تحولت إدارة تقدم الأعمال إلى الخدمات الحربية وكان لابد من جعل كل الفنون تصب في الدعاية الحربية. واصلت العمل لدى الخدمات الحربية من خلال إنشاء ملصقات للجهود الحربية والتي عُرضت على نوافذ تسعة عشر متجرًا في بروكلين ومانهاتن. كانت منخرطة للغاية في نقابة الفنانين خلال عملها مع إدارة تقدم الأعمال ولكنها كانت واحدة من الأوائل الذين تركوا المنظمة عندما رأت أن الشيوعيين كانوا يستولون عليها. ولأنها كانت جزءًا من تلك النقابة، فقد تمكنت من مقابلة المزيد من الفنانين في مدينة نيويورك وتوسيع شبكتها من المعارف.
بعد أن تركت نقابة الفنانين، انضمت في عام 1940 إلى منظمة الفنانين الأمريكيين التجريديين. يمثل هذا الحدث نهاية مسيرتها التعليمية. أثناء عضويتها، عرضت عادةً لوحات الحياة الساكنة التكعيبية في نمط «كلوازوني» شبكي أسود وكانت هذه اللوحات تتسم بكثير من طابع «الإمباستو» والطابع الانفعالي. من خلال هذه المنظمة التقت بالفنانين التجريديين المستقبليين: «ويليام دو كونينج»، و«أرشيل غوركي»، و«فرانز كلاين»، و«أدولف غوتليب»، و«مارك روثكو»، و«بارنيت نيومان»، و«كليفورد ستيل»، و«برادلي ووكر توملين». ثم فقدت الاهتمام باستخدامهم للأسلوب الهندسي حاد الحواف بعد أن بدأت علاقتها مع جاكسون بولوك.

## روابط خارجية
- لي كراسنر على موقع الموسوعة البريطانية (الإنجليزية)
- لي كراسنر على موقع إن إن دي بي (الإنجليزية)
- لي كراسنر على موقع ديسكوغز (الإنجليزية)